# Болдырев, Андрей Владимирович
Андрей Владимирович Болдырев (род. 24 июня 1977, Москва, СССР) — российский военачальник. Начальник Московского высшего общевойскового командного училища (2018). Генерал-майор (2014).

## Биография
Родился 24 июня 1977 года в Москве в семье военнослужащего Владимира Болдырева. Образование: В 1998 году окончил Московское высшее общевойсковое командное училище, Общевойсковую академию Вооружённых Сил Российской Федерации (2005) и Военную академию Генерального штаба Вооружённых сил Российской Федерации (2018).
С 1998 года по окончании училища проходил службу в Забайкальском военном округе в должности командира учебного мотострелкового взвода, 383 учебного мотострелкового полка, 212 гвардейского Окружного учебного центра.
С мая 1999 года назначен на должность командира учебной мотострелковой роты, в июле 2000 года назначен на должность начальника штаба – заместителя командира учебного мотострелкового батальона.
С сентября 2002 года — командир учебного мотострелкового батальона.
С 2005 года — начальник штаба – заместитель командира 242-го гвардейского мотострелкового полка 20-й гвардейской мотострелковой дивизии Северо-Кавказского военного округа (г. Камышин).
В сентябре 2007 года назначен командиром 123 мотострелкового полка (г. Ереван).
С мая 2009 года проходил службу в должности начальника штаба – заместителя командира 17-й отдельной гвардейской мотострелковой бригады (Чеченская республика, п. Шали),
С сентября 2009 года начальник штаба — заместитель командира 23-й отдельной гвардейской мотострелковой бригады в Центральном военном округе г. Самара.
В декабре 2013 года назначен командиром 74-й отдельной гвардейской мотострелковой бригады Центрального военного округа (г. Юрга). В 2014 году министр обороны Сергей Шойгу вручил орден Кутузова за успешное выполнение учебно-боевых задач.
В 2016 году поступил на обучение в Военную академию Генерального штаба Вооружённых сил Российской Федерации, которую окончил 2018 году.
С июль 2018 по август 2019 — начальник Московского высшего общевойскового командного училища.

## Награды
- Медаль «За отличие в военной службе» III, II, I степени
- Медаль «За воинскую доблесть» II степени
- Медаль «Участнику военной операции в Сирии»
- Медали России